# Saskatchewan Rush
O Saskatchewan Rush é um clube profissional de box lacrosse, sediado em Saskatoon, Saskatchewan, Canadá. O clube disputa a National Lacrosse League.

## História
A franquia foi fundada em 2006 como Edmonton Rush, porém, foi realocada para a cidade de Saskatoon em 2015.